# Pawłowice Górnicze
Pawłowice Górnicze – stacja towarowa w Pawłowicach, w województwie śląskim, w Polsce. Na jej terenie znajduje się punkt styczny sieci kolejowej PKP PLK oraz Jastrzębskiej Spółki Kolejowej.
Na stacji rozpoczyna swój bieg zarządzana przez Jastrzębską Spółkę Kolejową linia kolejowa nr 22 do KWK Borynia. Stacja jest głównym punktem zdawczo odbiorczym dla paliw stałych z KWK Sośnica Makoszowy. Ponadto stacja posiada połączenie z KWK Pniówek, poprzez posterunek odgałęźny obustronny Bzie Las, torami łączącymi 101 i 102 oraz ze stacją KWK Zofiówka leżącą na linii 22.